# Надер ад-Дагабі
Надер ад-Дагабі (араб. ‏نادر الذهبي; нар. 1946) — йорданський військовик і політик, голова уряду Йорданії від листопада 2007 до грудня 2009 року.

## Життєпис
Проходив військову службу у Йорданських королівських військово-повітряних силах, які згодом очолив. Одночасно, 1987 року, здобув ступінь магістра в галузі державного управління в Обернському університеті (Алабама, США).